# 鸦棘口吸虫
鸦棘口吸虫（学名：Echinostoma travassosi）为棘口科棘口属的动物。分布于日本、俄罗斯、美国以及中国大陆的福建等地，营寄生生活，宿主渡鸦、小嘴鸟鸦、大嘴鸦、白颈鸦、白骨顶、白琵鹭以及寄生于肠。

## 外部連結
- 寄生蟲學-Nematoda(線蟲)-Echinostoma spp.(棘口吸蟲)（页面存档备份，存于）